# (5496) 1973 NA
(5496) 1973 NA — околоземный астероид из группы аполлонов, который характеризуется сильно вытянутой орбитой, из-за чего, в процессе своего движения вокруг Солнца, он пересекает не только орбиту Земли, но и орбиту Марса. Он имеет самый большой наклон орбиты среди всех известных наименованных аполлонов. Астероид был открыт 4 июля 1973 года американским женщиной-астрономом Элеанорой Хелин в Паломарской обсерватории.
Вторично был открыт в 1992 году, получив временное название 1992 OA, после сопоставления открытий получил постоянный номер 5496.

Орбита астероида 1973 NA и его положение в Солнечной системе
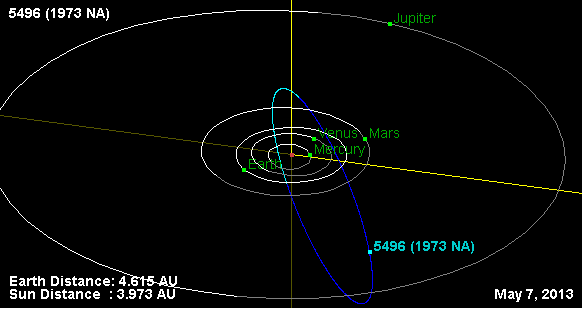
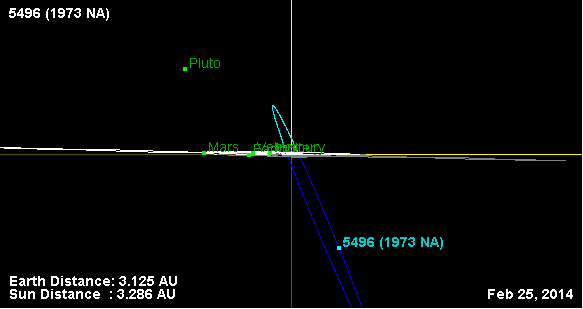
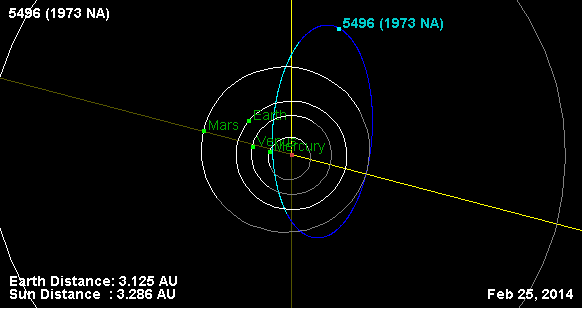